# リトルサンバーナディーノ山脈
リトルサンバーナディーノ山脈（リトルサンバーナディーノさんみゃく、英: Little San Bernardino Mountains）は、アメリカ合衆国のカリフォルニア州南部にある山脈。
長さは約64kmで、サンバーナディーノ山脈からソルトン湖の北東まで伸び、コーアチェラ・バレーとモハーヴェ砂漠を隔てている。標高は1200mから1650m程度。東側はジョシュア・ツリー国立公園に含まれる。
ロサンゼルスとサンディエゴに飲料水を供給するコロラド川水道が山脈の南西に沿って通る。